# 烯丙基缩水甘油醚
烯丙基缩水甘油醚是一种有机化合物，化学式为C6H10O2。

## 合成
烯丙基缩水甘油醚在商业上通过环氧氯丙烷和烯丙醇在碱存在下醚化制得：
它也可由烯丙醚的单环氧化反应得到：